# Обикновен магданоз
Обикновеният магданоз (Petroselinum crispum) е светлозелено, двугодишно тревисто растение и подправка, широко разпространена в кухните на Близкия изток, Европа и Америка. Дължи употребата си като освежител на дъха и до голяма степен вкусовите си качества на високата концентрация на хлорофил. Съдържа гликозида анин.
Като подправка се използват два вида магданоз – къдраволист и италиански, известен още като обикновен или гладколист. В българската кухня се използва предимно обикновеният магданоз, а къдраволистият магданоз почти не е познат. Къдраволистият магданоз често се използва за декорация на ястия. Смята се, че обикновеният магданоз има по-силен аромат. Друг вид магданоз (Petroselinum tuberosum) се отглежда заради корена си.

## Класификация
Магданозът е от едно семейство заедно с морковите и целината – Сенникови (Apiaceae).

## Български названия
В някои северни български диалекти магданозът се нарича мерудия. В Ловешка и Търновска област се ползва масово думата мерудия или мюрдия. Думата магданоз почти не се използва и дори голяма част от населението не знае, че магданоз и мерудия е едно и също. Тази дума е с твърде стар произход и се предполага, че в множествено число (мерудии) е обозначавала всички зелени подправки. Доказателство в подкрепа на тази хипотеза е, че в различни български диалекти с думата мерудия се обозначават различни видове подправки. В някои диалекти се приема за друго име на сминдух. Най-вероятно думата мерудия произлиза от новогръцката дума μυρωδιά със значение „мирис, ухание“. Съществувала и в средновековния гръцки език и има древногръцки произход. От същия корен и също от гръцки произход е българската думи „мириша“, „мирис“ и „миризма“, както и думата „миро“.
Съществуват и български говори, в които се използва и славянското петрушка или петръшка, което етимологически е старобългарското название, означаващо 'петовърха' (петовръшка) (връх => връшка, като във Връшка чука). Магданозът е наричан с това име от старите българи заради външния вид на листните клонки, които се 'разклоняват' с 5 връхчета. В някои преходни западни говори наричат магданоза и със сърбохърватската дума першин.
В някои региони широколистния (къдрав) магданоз се нарича зеленѝя (заменяйки популярното – мерудия) и се приема за подправка (растение) различно от магданоз, служещо като подправка предимно за придаване на цвят (а не аромат, който обикновено липсва, или е слаб).
В някои Балкански държави широколистния магданоз, освен като подправка се използва и като зеленчук – основа за салата от магданоз със сол и други подправки.